# Haddadus
Haddadus là một chi động vật lưỡng cư trong họ Craugastoridae, thuộc bộ Anura. Chi này có 2 loài và không bị đe dọa tuyệt chủng.

## Loài
- Haddadus binotatus (Spix, 1824)
- Haddadus plicifer (Boulenger, 1888)

## Hình ảnh

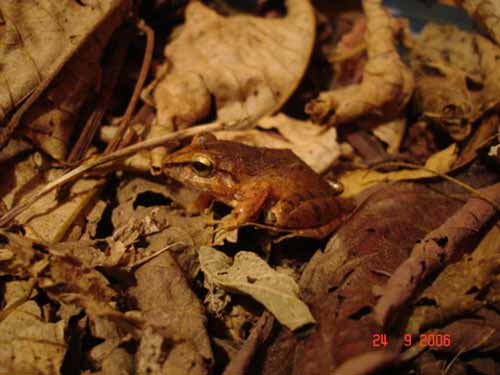